# Werkstattunterricht
Mit dem Ausdruck Werkstattunterricht wird vor allem in der Grundschuldidaktik zunehmend aber auch in den Sekundarstufen eine Lehr- und Lernmethode bezeichnet, in der die Schüler anhand geeigneter Aufgabenstellungen und Reflexionsphasen innerhalb vorbereiteten Materials selbständig bestimmte Lernziele erreichen sollen. Dabei kann es sich im kognitiven Bereich um Lesewerkstatt, Schreibwerkstatt oder auch Mathematikwerkstatt handeln, aber auch um sachunterrichtliche Themen oder auch handwerkliche künstlerische Werkstätten, in der Sekundarstufe Philosophenwerkstatt oder Werkstatt Globalisierung.

## Formen des Werkstattunterrichts
Werkstätten haben einen hohen Aufforderungscharakter und laden ein, gestalterisch tätig zu werden. Diese Erfahrung am eigenen Handeln gilt es für den Unterricht zu nutzen:
- Schüler arbeiten vorwiegend selbständig
- verschiedene Aufträge (Binnendifferenzierung)
- alleine oder in Gruppen
- mit bereitgestelltem oder zu besorgendem Material
- mit oder ohne Hilfe kompetenter Ansprechpartner

Der Werkstattunterricht ist keine starre Unterrichtsform; er variiert unter vier Hauptaspekten: Zeitdauer, Inhalt, Form und Selbständigkeitsgrad.
Bei der Planung und Durchführung sind vom Lehrenden hinsichtlich der Themenwahl (Rahmenplan, Lernprozess, Fächerkombination) und der didaktische Funktion (Lernziel, Heterogenität einer Gruppe, Methodik) genaue Vorüberlegungen anzustellen, soll der Lernerfolg gewährleistet werden. Genügend Material, welches eventuell zuvor gesammelt wurde und die Klärung der organisatorischen Voraussetzungen (Stundenplan, Absprache mit Fachlehrern) führen schließlich zur Einrichtung der Werkstatt.

## Aufgabenstellung
Es müssen handlungsbetonte Aufgaben erstellt werden, mit denen Schüler selbständig arbeiten können. Mit den Lernangeboten und Materialien steht und fällt der Werkstattunterricht. Die Lernaufträge sind bezüglich Umfang, Vielfalt und Inhalte der Angebote zu prüfen.
Die Werkstatt sollte folgende Voraussetzungen haben:
- übersichtliche und ansprechende Präsentation der Angebote; sie sollten mit Auftragskarten versehen werden
- Angebote müssen Kinder und Jugendliche herausfordern und Interesse wecken
- Aufträge müssen bekannt oder leicht verständlich sein
- Selbstkontrolle ermöglichen, da sonst die Lehrkraft überfordert ist. Als Hilfsmittel dienen oft didaktische Geräte, wie LÜK, Klammerkarten oder Profax.
- Aufgaben und Angeboten sollten aus den Bedürfnissen der Schüler und des Unterrichts hervorgehen
- nicht nur Arbeitsblätter, auch handelnder Umgang mit Aufgaben
- Zeit bestimmt den Umfang einer Aufgabe
- Unterscheidung der Aufgaben in Pflicht- und Wahlaufgaben
- Lernangebote fächerübergreifend installieren
- die Angebote sollten eine Einheit bilden (Werkstatt muss einen roten Faden haben)
- Schüler sollten sich mit eigenen Ideen beteiligen können

## Lehrertätigkeit beim Werkstattunterricht
Der Klassenraum sollte der Werkstatt angepasst werden, so dass selbiger für Schüler übersichtlich und zu bewältigen ist. Die Aufgaben des Lehrers in der Werkstatt, die ja vor allem von den Schülern Selbständigkeit verlangt und erreichen möchte, besteht in der Organisation, dem Management im Klassenraum, dem Unterrichten einzelner Schüler und Gruppen und der Anregung von Lernprozessen durch Gespräche mit Schülern. Mit zuvor angewiesenen Schülern unterliegt ihm auch die Kontrolle von Arbeitsverhalten und Lernfortschritt.

## Durchführung
Die Dauer einer Werkstattphase ist abhängig von Thema und Anzahl der Aufträge. Außerdem natürlich von der Stundenzahl pro Woche, die für die Fächer zur Verfügung steht. In der Grundschule kann der Klassenlehrer meist selbst darüber entscheiden.
Nach dem Abschluss einer Werkstattphase empfiehlt sich eine Präsentation. Diese kann unterschiedliche Formen besitzen. Dazu gehören Ausstellungen (innerhalb der Klasse / Schule), die Erstellung einer Zeitung mit Texten, die während der Werkstatt entstanden sind. Auch ein Abschlussfest und ein sogenannter  Elternmorgen mit Ergebnispräsentation sind möglich.